# Nazima
Nazima (* 14. Juni 1948 in Nasik als Mehr-un-Nissa; † 11. August 2025) war eine indische Schauspielerin, die vor allem als Nebendarstellerin in Hindi-Filmen der 1960er und frühen 1970er Jahre bekannt wurde. Sie war bekannt als „Resident Sister“ von Bollywood.

## Leben

### Frühes Leben
Nazima wurde unter dem Namen Mehr-un-Nisa geboren. Die seit den 1930er bzw. 1940er Jahren aktiven Schauspielerinnen Sharifa Bai und Husn Bano waren ihre Großmutter bzw. ihre Tante. Sie besuchte ein Gymnasium in Mumbai (damals Bombay) und trat aufgrund ihrer Familiengeschichte schon früh als Kinderdarstellerin unter dem Namen Baby Chand in Filmen auf.

### Karriere
Ihre Karriere als Kinderdarstellerin begann 1954 mit dem Film Biraj Bahu. 1958 kam ihr Debüt als Heldin in dem Actionfilm Princess Saaba. 1961 gelangte sie mit dem Film Umar Qaid in die Mainstream-Kinos. Danach folgte ihr ebenfalls erfolgreicher Auftritt in Ziddi (1964), bei dem Pramod Chakraborty Regie führte. Ihr nächster Auftritt kam in Arzoo (1965), bei dem Ramanand Sagar Regisseur und Produzent war. Der Film wurde „Silver Jubilee runner“, lief also mindestens 25 Wochen in den Kinos. Für ihre Rolle in Arzoo erhielt sie den Preis als beste Nebendarstellerin von der Bengal Film Journalists’ Association. Danach folgte April Fool (1964) bei dem Subodh Mukherjee Regie führte. Auch dieser Film wurde von Millionen von Menschen gesehen. Danach spielte sie eine Rolle in J. Om Prakashs Aye Din Bahar Ke (1968), der ebenfalls vielerorts ein „Silver Jubilee“ feierte. Außerdem spielte sie in der Gemini-Produktion Aurat (1967), einem weiteren Kassenschlager. Dazwischen spielte sie in Vidyapati (1964) als Heldin neben dem Filmveteran Bharat Bhushan. Dies war ein Hindi-Film, der in Calcutta produziert wurde. 1968 erzählte Nazima in einem Interview, dass dies die beste Rolle ihrer Filmkarriere war, da sie Humor, Romantik und Emotionen miteinander verband. Der Film wurde jedoch kein Erfolg. Außerdem spielte sie in einem weiteren Hindi-Film, Wohi Ladki (1967), ebenfalls in Calcutta produziert, zusammen mit dem Newcomer Sharvendra als Helden.
Sie wurde bei den Filmfare Awards in der Kategorie „Beste Nebendarstellerin“ für ihre Rolle als Manoj Kumars Schwester in dem Film Beimaan (1972) nominiert. Lieder, in denen sie vorkommt, sind „Ae Kash Kisi Deewane Ko“ von Aaye Din Bahar Ke und „Hum behanon ke Liye“ aus dem Film Anjaana von 1969.

## Filmografie
| Jahr | Film                | Rolle                                                     |
| ---- | ------------------- | --------------------------------------------------------- |
| 1954 | Biraj Bahu          | als Baby Chand                                            |
| 1955 | Devdas              |                                                           |
| 1956 | Dayar-e-Habib       |                                                           |
| 1957 | Ab Dilli Door Nahin |                                                           |
| 1958 | Princess Saaba      | Debüt als Heldin Action-Film                              |
| 1961 | Oomar Qaid          |                                                           |
| 1962 | Tower House         |                                                           |
| 1964 | Ziddi               | Seema Singh                                               |
| 1964 | Gazal               | Kausar Ara Begum                                          |
| 1964 | Fariyad             |                                                           |
| 1964 | April Fool          | Anu                                                       |
| 1965 | Nishan              |                                                           |
| 1965 | Arzoo               | Sarla                                                     |
| 1966 | Dillagi             | Lajwanti                                                  |
| 1966 | Aaye Din Bahar Ke   | Rachna                                                    |
| 1967 | Aurat               | Asha                                                      |
| 1968 | Raja Aur Runk       | Sujata Sujjo                                              |
| 1969 | Waris               | Komal                                                     |
| 1969 | Tamanna             |                                                           |
| 1969 | Doli                | Shobha                                                    |
| 1969 | Anjaana             | Munni                                                     |
| 1970 | Abhinetri           |                                                           |
| 1971 | Adhikar             | Radha                                                     |
| 1972 | Rakhi Aur Hathkadi  |                                                           |
| 1972 | Mere Bhaiya         |                                                           |
| 1972 | Do Yaar             |                                                           |
| 1972 | Be-Imaan            | Meena                                                     |
| 1973 | Honeymoon           | Neelu                                                     |
| 1973 | Manchali            | Pushpa                                                    |
| 1973 | Alam Ara            |                                                           |
| 1974 | Albeli              |                                                           |
| 1974 | Ujala Hi Ujala      | Gita                                                      |
| 1974 | Amir Garib          | Anju                                                      |
| 1975 | Sanyasi             | Aarti                                                     |
| 1975 | Dayar-e-Madina      | Main lead                                                 |
| 1975 | Ranga Khush         | Devi                                                      |
| 1975 | Badnaam             | Meena                                                     |
| 1986 | Love And God        | Die Produktion begann 1963 und wurde 1986 veröffentlicht. |

## Auszeichnungen und Nominierungen
- 1965: Bengal Film Journalists Association Awards – Beste Nebendarstellerin (Hindi), Arzoo (1965)
- 1972: Filmfare nominiert als beste Nebendarstellerin in Beimaan